# Matayba talisioides
Matayba talisioides är en kinesträdsväxtart som beskrevs av Ludwig Radlkofer. Matayba talisioides ingår i släktet Matayba och familjen kinesträdsväxter. Inga underarter finns listade i Catalogue of Life.